# Trychopeplus
Trychopeplus is een geslacht van Phasmatodea uit de familie Diapheromeridae. De wetenschappelijke naam van dit geslacht is voor het eerst geldig gepubliceerd in 1909 door Shelford.

## Soorten
Het geslacht Trychopeplus omvat de volgende soorten:
- Trychopeplus appendiculatus (Redtenbacher, 1908)
- Trychopeplus laciniatus (Westwood, 1874)
- Trychopeplus ortholamellatus Campos, 1926
- Trychopeplus spinosolobatus (Redtenbacher, 1908)
- Trychopeplus thaumasius Hebard, 1924